# Bembidion quadrifoveolatum
Bembidion quadrifoveolatum är en skalbaggsart som beskrevs av Mannerheim. Bembidion quadrifoveolatum ingår i släktet Bembidion och familjen jordlöpare. Inga underarter finns listade i Catalogue of Life.